# Friedrich August Kekulé von Stradonitz
Friedrich August Kekulé von Stradonitz (sau August Kekulé) (n. 7 septembrie 1829, Darmstadt, Marele Ducat Hessa – d. 13 iulie 1896, Bonn, Imperiul German) a fost un chimist german.

## Contribuții
A fost profesor la universitatea din Bonn si la cea din Berlin.
A făcut cercetări experimentale în diverse domenii ale chimiei organice (tioderivați, fulminați, cloropicrină etc.) Kekulé a adus contribuții în teoria valenței. A propus în 1865 prima formulă structurală a benzenului.

## Legături externe
- Kekulés Traum (Kekulé's dream, in German)
- Kekulé: A Scientist and a Dreamer
- „Kekule von Stradonitz, Friedrich August”. New International Encyclopedia. 1905.